# Reunion with Chet Baker
| Recensione | Giudizio |
| ---------- | -------- |
| AllMusic   |          |

Reunion with Chet Baker è un album a nome Gerry Mulligan Quartet, pubblicato dall'etichetta discografica World Pacific Records nel luglio del 1958.

## Tracce

### LP
Lato A (3014)
1. Reunion – 4:03 (musica: Gerry Mulligan)
2. My Heart Belongs to Daddy – 4:12 (Cole Porter)
3. When Your Lover Has Gone – 5:06 (musica: Einar Aaron Swan)
4. Stardust – 4:41 (testo: Mitchell Parish – musica: Hoagy Carmichael)

Lato B (3015)
1. Jersey Bounce – 4:24 (testo: Buddy Feyne, Robert B. Wright – musica: Bobby Plater, Eddie Johnson, Tiny Bradshaw)
2. Surrey with the Fringe on Top – 4:39 (testo: Oscar Hammerstein II – musica: Richard Rodgers)
3. Travelin' Light – 3:40 (testo: Johnny Mercer – musica: Trummy Young, Jimmy Mundy)
4. Ornithology – 5:09 (musica: Charlie Parker, Benny Harris)

- Sul vinile lato A il brano 2 è indicato con il titolo "When Your Lover Has Gone", mentre sulla tracklist del retrocopertina dell'album originale il titolo del brano 2 del lato A è riportato "My Heart Belongs to Daddy"

### CD
Edizione CD del 1988, pubblicato dalla EMI-Manhattan Records (CDP 7 46857 2)
1. Reunion – 4:03 (musica: Gerry Mulligan)
2. When Your Lover Has Gone – 5:03 (musica: Einar Aaron Swan)
3. Stardust – 4:42 (testo: Mitchell Parish – musica: Hoagy Carmichael)
4. My Heart Belongs to Daddy – 4:11 (Cole Porter)
5. Jersey Bounce – 4:25 (testo: Buddy Feyne, Robert B. Wright – musica: Bobby Plater, Eddie Johnson, Tiny Bradshaw)
6. The Surrey with the Fringe on Top – 4:40 (testo: Oscar Hammerstein II – musica: Richard Rodgers)
7. Trav'lin' Light – 3:40 (testo: Johnny Mercer – musica: Trummy Young, Jimmy Mundy)
8. Trav'lin' Light (alternate take) – 4:30 (testo: Johnny Mercer – musica: Trummy Young, Jimmy Mundy)
9. Ornithology – 5:11 (musica: Charlie Parker, Benny Harris)
10. People Will Say We're in Love – 3:40 (testo: Oscar Hammerstein II – musica: Richard Rodgers)
11. The Song Is You – 3:20 (testo: Oscar Hammerstein II – musica: Jerome Kern)
12. Gee Baby, Ain't I Good to You – 3:30 (testo: Andy Razaf – musica: Don Redman)
13. Gee Baby, Ain't I Good to You (alternate take) – 3:30 (testo: Andy Razaf – musica: Don Redman)
14. I Got Rhythm – 5:57 (testo: Ira Gershwin – musica: George Gershwin)
15. All the Things You Are – 6:43 (testo: Oscar Hammerstein II – musica: Jerome Kern)

- Brani dal n° 1 al n° 7 e n° 9 già pubblicati sull'album World Pacific Records PJ-1241, brano n° 10 pubblicato sull'album Playboy (PB 1958), n° 12 pubblicato sull'album Playboy (PB 1959), i brani n° 8, 11, 13, 14 e 15 sono inediti.

## Musicisti
- Gerry Mulligan – sassofono baritono
- Chet Baker – tromba
- Henry Grimes – contrabbasso
- Dave Bailey – batteria

Note aggiuntive
- Richard Bock – produttore
- Registrato al "Coastal Studios", New York il 3, 11 e 17 dicembre 1957
- Harlan R. Crippen – design (e mosaico) copertina album originale
- Tristram C. Colket 3rd, M.D. – note retrocopertina album originale [3]